# 沙坪镇 (灵山县)
沙坪镇，是中华人民共和国广西壮族自治区钦州市灵山县下辖的一个乡镇级行政单位。

## 行政区划
沙坪镇下辖以下地区：
沙坪社区、沙坪村、旧圩村、井冲村、双六村、七里村、思榜村、金科村、榃璞村、那琅村、桂塘村、旺屋村、龙门村、苗实村和古天村。